# Sterling (Connecticut)
Pour les articles homonymes, voir Sterling.
Sterling est une ville américaine située dans le comté de Windham au Connecticut.
Sterling devient une municipalité en 1794. Elle est nommée en l'honneur du docteur John Sterling qui devait offrir une bibliothèque à la ville.

## Démographie
| 1820  | 1850  | 1860  | 1870  | 1880 | 1890  |
| ----- | ----- | ----- | ----- | ---- | ----- |
| 1 200 | 1 025 | 1 051 | 1 022 | 957  | 1 051 |

| 1900  | 1910  | 1920  | 1930  | 1940  | 1950  |
| ----- | ----- | ----- | ----- | ----- | ----- |
| 1 209 | 1 283 | 1 266 | 1 233 | 1 251 | 1 298 |

| 1960  | 1970  | 1980  | 1990  | 2000  | 2010  |
| ----- | ----- | ----- | ----- | ----- | ----- |
| 1 397 | 1 853 | 1 791 | 2 357 | 3 099 | 3 830 |

Selon le recensement de 2010, Sterling compte 3 830 habitants. La municipalité s'étend sur 27,29 milles carrés (70,68 km2), dont 0,07 milles carrés (0,18 km2) d'étendues d'eau.